# Tabatatraining
Tabata is een type intervaltraining waarbij de sporter zelf de intensiteit van de training kan bepalen. De gehele work-out duurt 4 minuten en bestaat uit acht intervallen.
Izumi Tabata is een Japanse onderzoeker die een methode zocht om in een korte tijd toch een complete work-out te kunnen hebben. Met de 20-10-interval zorgde hij voor een training die in minder dan 4 minuten zorgde voor zowel een aerobe als anaerobe work-out. De bedoeling is dat 20 seconden lang een bepaalde oefening redelijk intensief wordt gedaan. Daarna wordt 10 seconden rust genomen. Dit wordt 8 keer herhaald.
De intensiteit kan zelf bepaald worden, maar moet steeds gelijk zijn.

## Voorbeeld
Een looptraining zou er uit kunnen zien als:
1. 20 seconden joggen + 10 seconden rust.
2. 20 seconden joggen + 10 seconden rust.
3. 20 seconden joggen + 10 seconden rust.
4. 20 seconden joggen + 10 seconden rust.
5. 20 seconden joggen + 10 seconden rust.
6. 20 seconden joggen + 10 seconden rust.
7. 20 seconden joggen + 10 seconden rust.
8. 20 seconden joggen + 10 seconden rust.

Andere mogelijke oefeningen zijn onder meer sprints, squats, burpees en push-ups